# Myrmicaria striatula
Myrmicaria striatula är en myrart som beskrevs av Santschi 1925. Myrmicaria striatula ingår i släktet Myrmicaria och familjen myror. Inga underarter finns listade i Catalogue of Life.